# Allison Robertson
Allison Rae Robertson (North Hollywood, 26 agosto 1979) è una chitarrista statunitense, membro della punk rock band The Donnas.
Viene da una famiglia strettamente legata alla musica; suo padre è il musicista Baxter Robertson che ha scritto la traccia Feel the Night per la colonna sonora di Karate Kid. sua madre, Lisa Jimenez, ha lavorato per la A&M Records e per una vasta gamma di compagnie pubblicitarie di Los Angeles prima che la famiglia si trasferisse a Palo Alto nei primi anni ottanta.

## Musica
Nonostante sia nata a North Hollywood, si trasferisce a Palo Alto (California), durante la sua infanzia. Qui, a scuola, incontra le altre componenti della sua futura band (Torry Castellano al 4º anno, Maya Ford al 5° e Brett Anderson al 7°).
Inizia a suonare la chitarra all'età di 12 anni. La sua prima chitarra è una Messicana Fender Telecaster che vende molto presto per potersi comprare la sua prima Gibson. Continua con la sua band anche al termine degli anni scolastici e sono ancora oggi insieme.
Lei è nota per utilizzare chitarre Gibson e amplificatori Marshall. Preferisce non usare pedali effetti.
Il genere delle Donnas dei primi primissimi album si può definire rock and roll post anni ottanta, ma con il tempo si sono evolute ed ora si possono determinare glam rock.

## Copertine e altri progetti
Allison ha posato alcuni anni fa per una rivista di chitarre con Tom Morello e Dave Navarro.
Mentre nel 2004 ha posato lei sola per la copertina della rivista "Guitar Player" per la promozione dell'album Gold Medal.
Nel 2006 ha formato le Elle Rae con sua sorella Emily. Il nome è una combinazione dei loro secondi nomi (Elle per Emily e Rae per Allison). Le Elle Rae hanno registrato due canzoni, entrambe disponibili in streaming sulla loro pagina di Myspace. Una delle due canzoni è una cover di "Six Months in a leaky boat" di Split Enz.
All'inizio del 2007 ha suonato come chitarra solista per la band Loudion. Una delle loro canzoni è apparsa nella colonna sonora di "le colline hanno gli occhi 2"
Da maggio 2007, conduce il suo programma "Fun in the dungeon with Allison Robertson" sulla stazione radiofonica su internet "Women rock rAdio"

## Discografia The Donnas
- 1997 - The Donnas
- 1998 - American Teenage Rock 'n' Roll Machine
- 1999 - Get Skintight
- 2001 - Turn 21
- 2002 - Spend the Night
- 2004 - Gold Medal
- 2007 - Bitchin'

Hanno collaborato molto spesso per le colonne sonore di film generalmente adolescenziali come Mean Girls, Quel pazzo venerdì e Una pazza giornata a New York.